# Pagrus caeruleostictus
La  hurta o zapata blanca (Pagrus caeruleostictus) es una especie de pez de la familia espáridos en el orden Perciformes.
Es una especie pescada para su comercialización, alcanzando un valor medio en el mercado; también para pesca deportiva.

## Morfología
Se han descrito capturas de hasta 90 cm, pero la longitud máxima normal suele estar en unos 50 cm. El peso máximo publicado fue de 11'6 kg.
Alcanzan la madurez sexual cuando llegan a los dos años de edad.

## Distribución y hábitat
Se distribuye por las  costas del  Atlántico oriental (desde Portugal hasta Angola, incluyendo el Mar Mediterráneo). Es una especie marina bento-pelágica, oceanódromo; vive en un rango de profundidad que va desde la superficie hasta los 200 m, aunque los más normal es que se encuentre entre los 30 y 50 metros de profundidad.
Generalmente se encuentran en fondos duros, de rocas y escombros, con los ejemplares de edad avanzada en la parte más profunda, mientras que los juveniles suelen preferir las zonas costeras, donde se alimentan principalmente de bivalvos, crustáceos y peces.
A la hora de reproducirse llevan a cabo una migración en paralelo a la costa, con el desove intermitente entre la primavera y el otoño sobre fondos blandos de aguas poco profundas.